# 日比谷通り

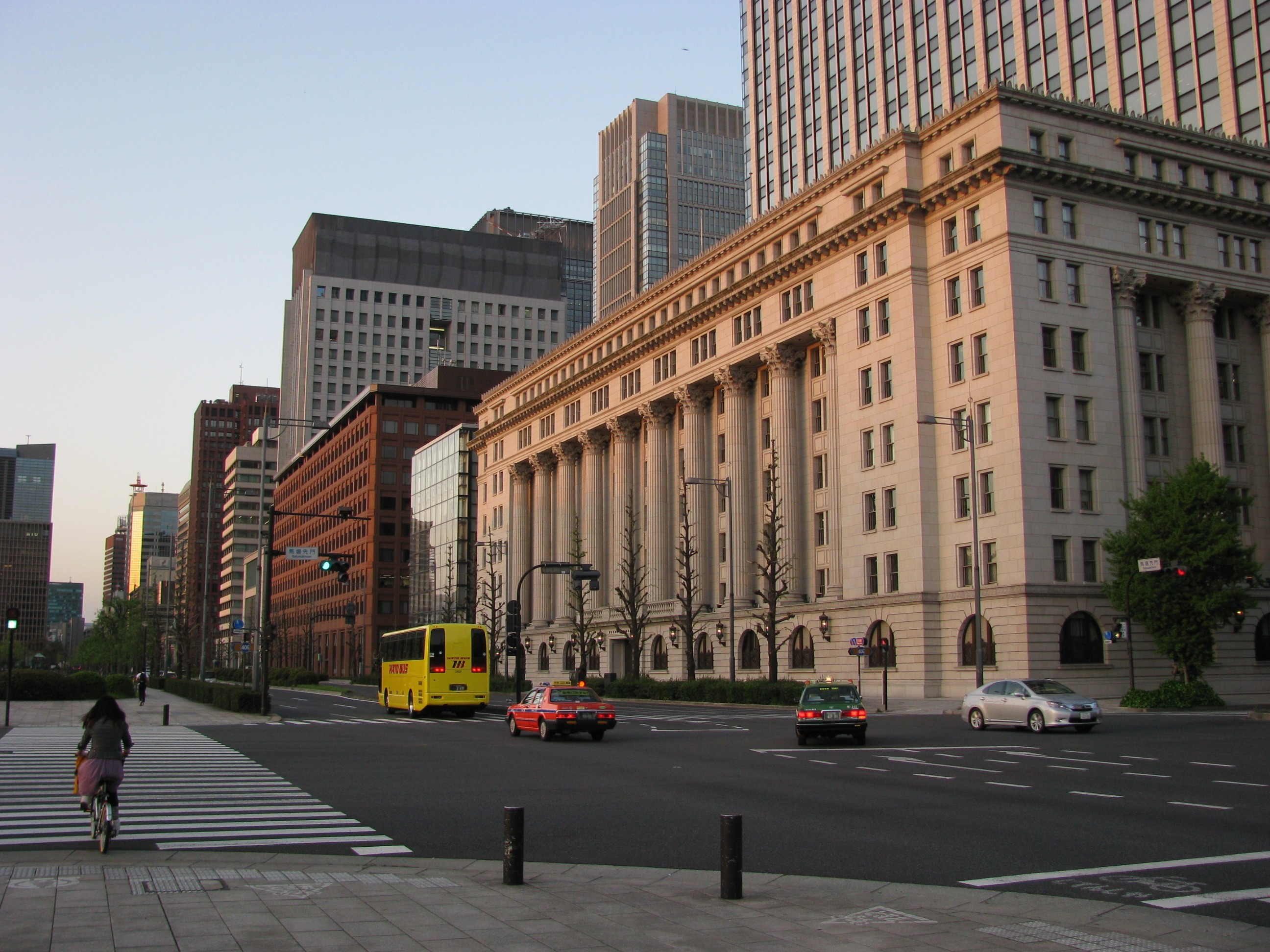
日比谷通り（2010年4月29日）
馬場先門交差点から大手町方向を望む。

日比谷通り（ひびやどおり、英: Hibiya-dori Avenue）は、国道1号・国道20号・東京都道403号大手町湯島線・東京都道409号日比谷芝浦線の各路線の一部を南北に継ぐ、東京都通称道路名設定公告で告示された道路の通称である。

## 概要
日比谷通りは国道と東京都道の一部を継ぎ、東京都都市計画道路環状1号線・放射10号線・放射20号線として指定されている。総延長は約1kmで幅員は約35m。毎年1月開催の東京箱根間往復大学駅伝競走（箱根駅伝）のコースともなっている。
沿道は以前は建物の高さ制限によって庁舎等の建物とイチョウ並木が整然と並んでいたが高度地区制限は解除されている。

## 歴史
- 1923年（大正12年）9月1日 : 関東大震災が発生する。
- 1923年（大正12年）9月27日 : 帝都復興院が設立され、その後震災復興再開発事業による再整備が始まる。
- 1930年（昭和5年）3月26日 : 帝都復興祭が行われ、東京中心部がほぼ現在の街路・街並みとなる。
- 1946年（昭和21年）3月26日 : 「戦災復興院告示第3号」にて、一部が東京都都市計画道路環状1号線・放射10号線・放射20号線に指定。
- 1952年（昭和27年）12月4日 : 道路法に基づく「路線指定」で、一級国道1号・一級国道20号が指定される。
- 1965年（昭和40年）4月1日 : 道路法改正によって、国道1号・国道20号が一般国道となる。

## 路線状況
路線は以下のようになっている。
- 東京都道403号大手町湯島線（放射10号線）：神田橋交差点 - 大手町交差点
- 国道1号・国道20号（環状1号線）：大手町交差点 - 日比谷交差点
- 東京都道409号日比谷芝浦線（放射20号線）：日比谷交差点 - 芝五丁目交差点

## 地理

### 通過する自治体
- 東京都
  - 千代田区（内神田 / 神田錦町 - 大手町 - 丸の内 - 有楽町 - 日比谷公園 - 内幸町）
  - 港区（新橋 / 西新橋 - 芝公園 - 芝）

### 交差する道路
- 東京都道402号錦町有楽町線 / 本郷通り：神田橋交差点
- 国道1号・国道20号・東京都道403号大手町湯島線 / 永代通り：大手町交差点
- 東京都道404号皇居前東京停車場線 / 行幸通り：和田倉門交差点
- 東京都道406号皇居前鍛冶橋線：馬場先門交差点
- 国道1号・国道20号・東京都道304号日比谷豊洲埠頭東雲町線 / 晴海通り：日比谷交差点
- 東京都道405号外濠環状線 / 外堀通り：西新橋交差点
- 東京都道319号環状三号線：芝公園グランド前交差点
- 国道15号 / 第一京浜：芝五丁目交差点

### 並行する鉄道
- 東京メトロ千代田線（大手町駅 - 二重橋前駅 - 日比谷駅）
- 都営地下鉄三田線（大手町駅 - 日比谷駅 - 内幸町駅 - 御成門駅 - 芝公園駅 - 三田駅）